# Coppa del Mondo di slittino 2006
La Coppa del Mondo di slittino 2005/06, ventinovesima edizione della manifestazione organizzata dalla Federazione Internazionale Slittino, ebbe inizio il 5 novembre 2005 a Sigulda, in Lettonia, e si concluse il 29 gennaio 2006 ad Oberhof, in Germania. Furono disputate ventotto gare, otto nel singolo uomini, nel singolo donne e nel doppio e quattro nella gara a squadre in otto differenti località. Nel corso della stagione si tennero anche i XX Giochi olimpici invernali di Torino 2006, in Italia, ed i Campionati europei di slittino 2006 a Winterberg, in Germania, competizioni non valide ai fini della Coppa del Mondo.
Le coppe di cristallo, trofeo conferito ai vincitori del circuito, furono assegnate all'italiano Armin Zöggeler per quanto concerne la classifica del singolo uomini, la tedesca Silke Kraushaar conquistò il trofeo del singolo donne, la coppia teutonica formata da Patric Leitner e Alexander Resch si aggiudicò la vittoria del doppio e l'Italia primeggiò nella classifica della gara a squadre.

## Risultati
| Data                | Località        | Nazione     | Specialità       | Primi classificati                                                                    | Secondi classificati                                                                         | Terzi classificati                                                                    |
| ------------------- | --------------- | ----------- | ---------------- | ------------------------------------------------------------------------------------- | -------------------------------------------------------------------------------------------- | ------------------------------------------------------------------------------------- |
| 5-6 novembre 2005   | Sigulda         | Lettonia    | Donne – Singolo  | Silke Kraushaar Germania                                                              | Sylke Otto Germania                                                                          | Sonja Manzenreiter Austria                                                            |
| 5-6 novembre 2005   | Sigulda         | Lettonia    | Uomini – Singolo | Albert Demčenko Russia                                                                | Tony Benshoof Stati Uniti                                                                    | Mārtiņš Rubenis Lettonia                                                              |
| 5-6 novembre 2005   | Sigulda         | Lettonia    | Uomini – Doppio  | Christian Oberstolz Patrick Gruber Italia                                             | Tobias Schiegl Markus Schiegl Austria                                                        | Patric Leitner Alexander Resch Germania                                               |
| 5-6 novembre 2005   | Sigulda         | Lettonia    | Gara a squadre   | Lettonia Andris Šics Juris Šics Anna Orlova Mārtiņš Rubenis                           | Austria Tobias Schiegl Markus Schiegl Sonja Manzenreiter Rainer Margreiter                   | Italia Christian Oberstolz Patrick Gruber Anastasia Oberstolz-Antonova Wilfried Huber |
| 19-20 novembre 2005 | Cesana Torinese | Italia      | Donne – Singolo  | Sylke Otto Germania                                                                   | Tatjana Hüfner Germania                                                                      | Silke Kraushaar Germania                                                              |
| 19-20 novembre 2005 | Cesana Torinese | Italia      | Uomini – Singolo | Armin Zöggeler Italia                                                                 | Albert Demčenko Russia                                                                       | Tony Benshoof Stati Uniti                                                             |
| 19-20 novembre 2005 | Cesana Torinese | Italia      | Uomini – Doppio  | Patric Leitner Alexander Resch Germania                                               | André Florschütz Torsten Wustlich Germania                                                   | Tobias Schiegl Markus Schiegl Austria                                                 |
| 25-27 novembre 2005 | Altenberg       | Germania    | Donne – Singolo  | Tatjana Hüfner Germania                                                               | Silke Kraushaar Germania                                                                     | Anke Wischnewski Germania                                                             |
| 25-27 novembre 2005 | Altenberg       | Germania    | Uomini – Singolo | Markus Kleinheinz Austria                                                             | Tony Benshoof Stati Uniti                                                                    | David Möller Germania                                                                 |
| 25-27 novembre 2005 | Altenberg       | Germania    | Uomini – Doppio  | Sebastian Schmidt André Forker Germania                                               | Christian Oberstolz Patrick Gruber Italia                                                    | Patric Leitner Alexander Resch Germania                                               |
| 9-10 dicembre 2005  | Calgary         | Canada      | Donne – Singolo  | Silke Kraushaar Germania                                                              | Tatjana Hüfner Germania                                                                      | Barbara Niedernhuber Germania                                                         |
| 9-10 dicembre 2005  | Calgary         | Canada      | Uomini – Singolo | Albert Demčenko Russia                                                                | Georg Hackl Germania                                                                         | David Möller Germania                                                                 |
| 9-10 dicembre 2005  | Calgary         | Canada      | Uomini – Doppio  | Mark Grimmette Brian Martin Stati Uniti                                               | Andris Šics Juris Šics Lettonia                                                              | Tobias Schiegl Markus Schiegl Austria                                                 |
| 9-10 dicembre 2005  | Calgary         | Canada      | Gara a squadre   | Stati Uniti Mark Grimmette Brian Martin Courtney Zablocki Tony Benshoof               | Austria Tobias Schiegl Markus Schiegl Sonja Manzenreiter Markus Kleinheinz                   | Canada Chris Moffat Mike Moffat Regan Lauscher Jeff Christie                          |
| 16-17 dicembre 2005 | Lake Placid     | Stati Uniti | Donne – Singolo  | Silke Kraushaar Germania                                                              | Anastasia Oberstolz-Antonova Italia                                                          | Anke Wischnewski Germania                                                             |
| 16-17 dicembre 2005 | Lake Placid     | Stati Uniti | Uomini – Singolo | Armin Zöggeler Italia                                                                 | Tony Benshoof Stati Uniti                                                                    | Albert Demčenko Russia                                                                |
| 16-17 dicembre 2005 | Lake Placid     | Stati Uniti | Uomini – Doppio  | Patric Leitner Alexander Resch Germania                                               | Christian Oberstolz Patrick Gruber Italia                                                    | Gerhard Plankensteiner Oswald Haselrieder Italia                                      |
| 16-17 dicembre 2005 | Lake Placid     | Stati Uniti | Gara a squadre   | Italia Christian Oberstolz Patrick Gruber Anastasia Oberstolz-Antonova Armin Zöggeler | Germania Patric Leitner Alexander Resch Silke Kraushaar David Möller                         | Stati Uniti Christian Niccum Patrick Quinn Samantha Retrosi Tony Benshoof             |
| 6-7 gennaio 2006    | Königssee       | Germania    | Donne – Singolo  | Sylke Otto Germania                                                                   | Tatjana Hüfner Germania                                                                      | Silke Kraushaar Germania                                                              |
| 6-7 gennaio 2006    | Königssee       | Germania    | Uomini – Singolo | Armin Zöggeler Italia                                                                 | Tony Benshoof Stati Uniti                                                                    | Georg Hackl Germania                                                                  |
| 6-7 gennaio 2006    | Königssee       | Germania    | Uomini – Doppio  | Patric Leitner Alexander Resch Germania                                               | Sebastian Schmidt André Forker Germania                                                      | Andreas Linger Wolfgang Linger Austria                                                |
| 6-7 gennaio 2006    | Königssee       | Germania    | Gara a squadre   | Germania Patric Leitner Alexander Resch Silke Kraushaar Georg Hackl                   | Italia Gerhard Plankensteiner Oswald Haselrieder Anastasia Oberstolz-Antonova Armin Zöggeler | Stati Uniti Preston Griffall Dan Joye Courtney Zablocki Tony Benshoof                 |
| 14-15 gennaio 2006  | Igls            | Austria     | Donne – Singolo  | Silke Kraushaar Germania                                                              | Natalija Jakušenko Ucraina                                                                   | Sylke Otto Germania                                                                   |
| 14-15 gennaio 2006  | Igls            | Austria     | Uomini – Singolo | Armin Zöggeler Italia                                                                 | Reinhold Rainer Italia                                                                       | David Möller Germania                                                                 |
| 14-15 gennaio 2006  | Igls            | Austria     | Uomini – Doppio  | André Florschütz Torsten Wustlich Germania                                            | Christian Oberstolz Patrick Gruber Italia                                                    | Gerhard Plankensteiner Oswald Haselrieder Italia                                      |
| 28-29 gennaio 2006  | Oberhof         | Germania    | Donne – Singolo  | Sylke Otto Germania                                                                   | Silke Kraushaar Germania                                                                     | Natalija Jakušenko Ucraina                                                            |
| 28-29 gennaio 2006  | Oberhof         | Germania    | Uomini – Singolo | Jan Eichhorn Germania                                                                 | David Möller Germania                                                                        | Albert Demčenko Russia                                                                |
| 28-29 gennaio 2006  | Oberhof         | Germania    | Uomini – Doppio  | André Florschütz Torsten Wustlich Germania                                            | Patric Leitner Alexander Resch Germania                                                      | Christian Oberstolz Patrick Gruber Italia                                             |

## Classifiche

### Singolo uomini
| Pos. | Nome              | Nazione     | SIG | CES | ALT | CAL | LAP | KÖN | IGL | OBE | Totale |
| ---- | ----------------- | ----------- | --- | --- | --- | --- | --- | --- | --- | --- | ------ |
| 1    | Armin Zöggeler    | Italia      | 5   | 1   | 6   | 9   | 1   | 1   | 1   | –   | 544    |
| 2    | David Möller      | Germania    | 10  | 4   | 3   | 3   | 4   | 5   | 3   | 2   | 506    |
| 3    | Tony Benshoof     | Stati Uniti | 2   | 3   | 2   | DSQ | 2   | 2   | 14  | 4   | 498    |
| 4    | Albert Demčenko   | Russia      | 1   | 2   | 5   | 1   | 3   | DNF | 24  | 3   | 497    |
| 5    | Markus Kleinheinz | Austria     | 9   | 6   | 1   | 4   | 11  | 8   | 4   | 11  | 419    |
| 6    | Viktor Knejb      | Russia      | 4   | 11  | 8   | 6   | 5   | 6   | 9   | 15  | 356    |
| 7    | Jan Eichhorn      | Germania    | 26  | 9   | 7   | 13  | 6   | 10  | 12  | 1   | 348    |
| 8    | Denis Geppert     | Germania    | 14  | 12  | 4   | 10  | 7   | 9   | 6   | 9   | 330    |
| 9    | Wilfried Huber    | Italia      | 7   | 14  | 10  | 7   | 9   | 11  | 8   | 8   | 313    |
| 10   | Reinhold Rainer   | Italia      | 23  | 13  | 16  | 8   | 8   | 7   | 2   | –   | 288    |

### Singolo donne
| Pos. | Nome                         | Nazione     | SIG | CES | ALT | CAL | LAP | KÖN | IGL | OBE | Totale |
| ---- | ---------------------------- | ----------- | --- | --- | --- | --- | --- | --- | --- | --- | ------ |
| 1    | Silke Kraushaar              | Germania    | 1   | 3   | 2   | 1   | 1   | 3   | 1   | 2   | 710    |
| 2    | Sylke Otto                   | Germania    | 2   | 1   | 4   | 4   | 6   | 1   | 3   | 1   | 625    |
| 3    | Tatjana Hüfner               | Germania    | –   | 2   | 1   | 2   | 9   | 2   | 4   | 8   | 496    |
| 4    | Anastasia Oberstolz-Antonova | Italia      | 5   | 4   | 7   | 7   | 2   | 5   | 6   | –   | 397    |
| 5    | Sonja Manzenreiter           | Austria     | 3   | 10  | 5   | 6   | 8   | –   | 8   | 7   | 341    |
| 6    | Veronika Halder              | Austria     | 7   | 6   | 6   | 10  | 15  | 17  | 7   | 5   | 333    |
| 7    | Natalija Jakušenko           | Ucraina     | 18  | 13  | 8   | 15  | 10  | –   | 2   | 3   | 312    |
| 8    | Lilija Ludan                 | Ucraina     | 10  | 8   | 9   | 5   | 7   | –   | 12  | 6   | 300    |
| 9    | Courtney Zablocki            | Stati Uniti | 16  | 5   | 10  | 9   | 13  | 7   | 19  | 9   | 292    |
| 10   | Barbara Niedernhuber         | Germania    | 17  | 7   | –   | 3   | –   | 4   | –   | 4   | 260    |

### Doppio
| Pos. | Nome                                      | Nazione     | SIG | CES | ALT | CAL | LAP | KÖN | IGL | OBE | Totale |
| ---- | ----------------------------------------- | ----------- | --- | --- | --- | --- | --- | --- | --- | --- | ------ |
| 1    | Patric Leitner Alexander Resch            | Germania    | 3   | 1   | 3   | 15  | 1   | 1   | 4   | 2   | 611    |
| 2    | Christian Oberstolz Patrick Gruber        | Italia      | 1   | 4   | 2   | 5   | 2   | 7   | 2   | 3   | 586    |
| 3    | André Florschütz Torsten Wustlich         | Germania    | 6   | 2   | 6   | 8   | 5   | 4   | 1   | 1   | 542    |
| 4    | Tobias Schiegl Markus Schiegl             | Austria     | 2   | 3   | 4   | 3   | 6   | 5   | 5   | 4   | 505    |
| 5    | Sebastian Schmidt André Forker            | Germania    | 4   | 10  | 1   | 12  | 9   | 2   | 9   | 9   | 430    |
| 6    | Andreas Linger Wolfgang Linger            | Austria     | 7   | 8   | 5   | 7   | 8   | 3   | 7   | 5   | 402    |
| 7    | Gerhard Plankensteiner Oswald Haselrieder | Italia      | 5   | 7   | 7   | 4   | 3   | 6   | 3   | –   | 397    |
| 8    | Mark Grimmette Brian Martin               | Stati Uniti | 13  | 9   | 10  | 1   | 10  | –   | 6   | 11  | 325    |
| 9    | Andris Šics Juris Šics                    | Lettonia    | 11  | 16  | 14  | 2   | 7   | 10  | 15  | 14  | 308    |
| 10   | Michail Kuzmič Jurij Veselov              | Russia      | 8   | 11  | 9   | 13  | 11  | 8   | 11  | 6   | 305    |

### Gara a squadre
| Pos. | Nazione     | SIG | CAL | LAP | KÖN | Totale |
| ---- | ----------- | --- | --- | --- | --- | ------ |
| 1    | Italia      | 3   | 4   | 1   | 2   | 315    |
| 2    | Austria     | 2   | 2   | 4   | 4   | 290    |
| 2    | Germania    | 5   | 6   | 2   | 1   | 290    |
| 2    | Stati Uniti | 6   | 1   | 3   | 3   | 290    |
| 5    | Lettonia    | 1   | 8   | 7   | 6   | 238    |
| 6    | Russia      | 4   | 5   | 5   | 5   | 225    |
| 7    | Canada      | 8   | 3   | 6   | 7   | 208    |
| 8    | Giappone    | 9   | 7   | 8   | 8   | 169    |
| 9    | Rep. Ceca   | 10  | 10  | 9   | 9   | 150    |
| 10   | Slovacchia  | 7   | 12  | –   | 11  | 112    |